# Microlenecamptus biocellatus
Microlenecamptus biocellatus là một loài bọ cánh cứng trong họ Cerambycidae.